# Tragopan de Blyth
El tragopan de Blyth (Tragopan blythii) és una espècie d'ocell de la família dels fasiànids (Phasianidae). l'epítet específ comemora el zoòleg anglès Edward Blyth (1810-1873).
És un gran ocell semblant al faisà amb una cua curta. El mascle té la cara groga, les parts superiors grises amb taques blanques, el pit i la part posterior del cap de color vermell brillant i una banda blanca a la base de la cua. La femella és marró a tot arreu, amb taques pàl·lides uniformes i un anell ocular pàl·lid indistint.
Habita en boscos subtropicals i temperats d'alzines perennes i rododendres. Preferric un sotabosc dens, sovint dominat per bambús o falgueres en terrenys escarpats o rocosos. Viu dels 1.400 m (hivern) fins als 3.300 m (estiu), però la majoria de registres provenen d'una banda força més estreta (1.800-2.400 m). Menja llavors, baies, fruits i brots.
Per seduir la femella, el mascle s'inclina i raspa el terra amb les ales lleugerament aixecades. Com més cridaners i extravagants siguin els actes masculins, més probabilitats tindran d'atreure una femella. Si la femella no respon, el mascle intensifica els intents. Aleshores, el mascle passa a pavonejar-se al voltant de la femella, en un intent de distreure-la. A continuació, mou amb el pit empès cap endavant i les ales esteses a l'aire.

## Distribució
Habita zones de selva a l'Himàlaia, al sud-est de Tibet, nord-est de l'Índia, sud-oest de la Xina i oest i nord-oest de Myanmar.

## Estat de conservació
A la Llista Vermella de la UICN és classificat com vulnerable. La desforestació legal i il·legal i la manca de control en les zones protegides formen una amenaça major al nord-est de l'índia. Malgrat la prohibició, la caça com a aliment és un altre perill major així com l'agricultura amb el cultiu d'arròs segons el mètode del talla i crema a Bhutan i la pressió urbanística. La sobrexplotació és probablement l'amenaça major, hi ha zones boscoses on antany era nombrós i ara és extint.